# 天翼一号
天翼一号（DF-100），中國大陸的第一艘地效飞行器。

## 研发团队
中国航空航天工业部605所：总指挥李绪鄂，总工程师顾诵芬，崔尔杰，副总工程师陈洪若，宋明德等

## 研发进程
- 1995年立项。
- 1998年研制出第一台样机。
- 2000年与浙江省湖州市合作，投入商业运营，游客们可乘坐地效飞行器游览太湖水色。